# François Le Diascorn
François Le Diascorn, né le 10 janvier 1947 à La Flèche (Sarthe), est un photographe français, proche du courant humaniste, qui cherche, dans ses photographies, à capter l'irréalité des apparences et qui a développé une vision poétique du monde à travers des images décalées, dans lesquelles le rêve côtoie parfois la réalité.

## Biographie
Rien dans l'enfance ni dans le milieu familial de François Le Diascorn ne le destinait à suivre une route artistique (au contraire, sur les conseils de son père professeur, il s'oriente vers un futur sage et prospère via l'Institut d'études politiques de Paris. Excepté pour le sens qu'il a toujours eu de l'irréalité de la vie (enfant, il pensait que le monde n'était peut-être que la création de son propre cerveau, et que s'il cessait d'y penser, la terre pouvait se désintégrer !).
Tout a basculé pour lui lors d'un voyage en Égypte qu'il effectue à l'âge de 17 ans. Suivit un autre voyage en Inde en 1969, puis un deuxième dans le même pays deux ans plus tard. Tous ces voyages ont stimulé une passion naissante, celle de capturer en images l'irréalité du monde — ce dont il avait été conscient dès l'enfance — et qui, comme une thérapie, lui permet paradoxalement de vérifier la réalité du monde à travers l'objectif de son appareil. Il achète ses premiers appareils photo en 1971 pour effectuer son deuxième voyage en Inde, et depuis il ne les a plus quittés, sauf pour dormir, et encore : ses appareils sont toujours à côté de son lit et lui servent d'oreiller s'il doit rester dans un hôtel borgne. Il a aussi à son chevet un carnet où il enregistre ses rêves (souvent photographiques).
Il a toujours initié et choisi lui-même ses sujets, ce qui équivaut à l'acceptation d'une certaine frugalité d'existence. Un tel acharnement à recréer le monde à l'image de sa vision se paye par une certaine solitude, et cela a été le cas pendant une partie de sa vie. Les images rigoureusement composées de François Le Diascorn résultent d'une nécessité passionnée de créer qui n'ait rien à voir avec la mode, le succès ou l'argent. Il continue, comme les parents tsiganes qu'il a eus en imagination, à traverser la terre, sac à dos, dormant dans une tente ou à l'arrière de sa voiture et photographiant tout ce qu'il rencontre sur la route mais avec une prédilection pour certains sujets : les animaux magiques, les bêtes de la mer, Bouddhas et Christs, anges et démons, hôpitaux et carnavals, arbres semblables à des humains, et hommes qui ressemblent à des arbres, enfants et nuages, animaux écrasés, moines et bergers ainsi que ses villes ou pays fétiches : Paris, Venise, Bénarès, l'Inde, l'Égypte, la Grèce ou encore les États-Unis.
C'est à travers son troisième œil — l'objectif de son appareil photographique — que François Le Diascorn essaye de comprendre le pourquoi et le comment de l'existence, spécialement la sienne, en capturant et en montrant la beauté et l'étrangeté du monde. Dans un style décalé, il parvient à saisir l'inattendu, que le hasard met sur sa route : le ton est souvent insolite, mais il traduit ce qu'il voit avec une maîtrise absolue du cadre et du jeu entre ombres et lumières. Sa vie est ainsi comme un voyage permanent qui le mène d'un rêve éveillé à l'autre, une quête des messages transparents et fugitifs de la vie.
Il a reçu nombre de récompenses et de bourses (en particulier une bourse de recherche et de création du ministère de la Culture pour un voyage d'un an aux États-Unis et une bourse Léonard de Vinci pour un projet au Japon). Ses photos ont été montrées dans de nombreuses galeries et musées en Europe et en Amérique et appartiennent aux collections d'institutions telles que la Fondation Cartier, la Bibliothèque nationale, le Centre national des arts plastiques, la Maison européenne de la photographie, le Centre Pompidou, le musée Nicéphore-Niépce à Chalon-sur-Saône, le musée Réattu à Arles.
À la fin des années 1970, François le Diascorn a fait partie de la célèbre agence Viva, qui a rassemblé pendant une courte période quelques grands noms de la photographie française des trente dernières années (Guy Le Querrec, Hervé Gloaguen, Martine Franck, Claude Raimond-Dityvon, François Hers, William Klein. Il est depuis 1986 membre de l'agence Rapho. Ses photographies sont maintenant diffusées par l'agence Gamma-Rapho, nouvelle structure créée en 2010 par le photographe François Lochon pour relancer l'activité des anciennes agences du groupe Eyedea, en liquidation judiciaire.
En octobre 2010, à l'occasion d'une exposition rétrospective au Pavillon Vendôme à Aix-en-Provence est publié, par les éditions Créaphis, le premier livre de François Le Diascorn Only in America, qui rassemble les photographies qu'il a réalisées depuis 1972 aux États-Unis — le pays de son épouse — où il a eu l'occasion de se rendre à de nombreuses reprises, et où il a, par ailleurs, effectué un séjour d'un an en 1983-1984 grâce à une bourse de recherche et de création attribuée par le ministère de la Culture, à l'issue duquel il a présenté les photographes ramenées de ce voyage lors d'une soirée au Théâtre antique lors des Rencontres internationales de la photographie d'Arles en 1984.
Dans le même esprit, les éditions Créaphis publient en novembre 2014 Only in Paris, qui rassemble les photographies prises pendant plus de quarante ans (entre 1971 et 2014) par François Le Diascorn à Paris, la ville où il a longtemps vécu, qu'il saisit sur le vif, donnant à voir un Paris insolite et mystérieux. Dans la préface de ce livre, la fille de Robert Doisneau, Francine Deroudille, dit de François Le Diascorn : « Il rapporte de ses périples des images intemporelles, sensibles et mystérieuses, teintées parfois d'un humour qu'il ne revendique pas mais qu'il ne refuse pas non plus à condition qu'il se soit posé là, sur le fil du « par hasard ». (...) La forme est essentielle, celle offerte par la scène qu'il accueille dans son objectif, celle aussi de son cadre très précisément défini. La magie au risque de la géométrie. . . Ce photographe modeste et discret ne se situe dans aucune filiation. Pourtant il a rejoint aujourd'hui la lignée des plus grands. »
En juin 2019, François Le Diascorn fait donation de son œuvre photographique à l'État. La donation — accueillie par la Médiathèque de l'architecture et du patrimoine (MAP) — comprend, dans un premier temps, 12 000 tirages noir et blanc 18 x 24, une sélection de diapositives couleur (17 boites), ainsi que cinq cartons d'archives. En octobre 2020 s'ajoutent une première série de tirages noir et blanc 30 x 40, des clichés numériques pris depuis 2007, ainsi que des archives liées à son travail, dont le journal de son épouse Nancy. La donation est amenée à se poursuivre et s'achèvera avec le don à la MAP de l'ensemble des négatifs du photographe et des planches contacts associées.  

## Expositions

### Expositions personnelles (sélection)
- 1976 : Galerie Nicéphore, Bollwiller, France ;
- 1980 : Night Gallery, Londres, Angleterre
- 1980 : Centre culturel français, New York, États-Unis
- 1982 : Bibliothèque nationale, Paris, France
- 1982 : Centre culturel français, Lisbonne, Portugal
- 1982 : Festival de photographie du Trégor, Lannion, France
- 1985 : Galerie municipale du Château d'eau, Toulouse, France
- 1986 : Travelling américain, FNAC, Paris, France
- 1987 : Les Animaux magiques, musée Nicéphore-Niépce, Chalon-sur-Saône, France
- 1987 : Quinzaine de la Photographie, Albi, France
- 1989 : Festival de photographie du Trégor, Lannion, France
- 1990 : La Plage de Sète, 10e Journées internationales de la photographie, Montpellier, France
- 1990 : Les Animaux magiques, Halle Saint-Pierre, Paris, France
- 1991 : La Lumière du Sud-ouest, Galerie municipale du Château d'eau, Toulouse, France
- 1991 : Les Animaux magiques & Les Bêtes de la mer, Montpellier Photo Visions, Montpellier, France
- 1992 : Les Animaux magiques, Musée Marcel-Sahut, Volvic, France
- 1994 : La Galerie de zoologie du Jardin des plantes, Muséum d'Histoire naturelle, Orléans, France
- 1994 : Les Bêtes de la mer et La Galerie de zoologie du Jardin des plantes, Festival de l’Image, Le Mans, France
- 1995 : Rétrospective 1971-1995, musée Nicéphore-Niépce, Chalon-sur-Saône, France
- 1995 : Le Mont Athos, Institut français de Thessalonique, Grèce
- 1995 : Les Îles grecques, Festival Arrêt sur l'image, Bordeaux, France
- 1995 : La Galerie de zoologie du Jardin des plantes, FNAC Parly II/Rouen/Saint-Étienne, France
- 1996 : Les Anges, Nina Bean Gallery, Albuquerque (Nouveau-Mexique)
- 1996 : La Galerie de zoologie du Jardin des plantes, FNAC Valence/Strasbourg/Cergy-Pontoise, France
- 1997 : Montmartre est un théâtre, Le Cinéma des cinéastes, Paris, France
- 1997 : Les Animaux magiques, Galerie du théâtre, La Passerelle, Gap, France
- 1997 : Christus, Espace Dupon Bastille, Paris, France
- 2000 : Ombre de Paris & Christus, La Valette, Malte
- 2000 : Ombre de Paris, Galerie Guy Crété, Mois de la photo, Paris, France
- 2001 : Les Arbres improbables, Espace Saint-Louis, Bar-le-Duc, France
- 2002 : Ombre de Paris, Festival international de la photographie, Coudekerque-Branche, France
- 2002 : Nuits blanches, Festival en lumière, Montréal, Canada
- 2003 : Les Animaux magiques, Maubeuge, France,
- 2000 : Les Arbres improbables, 11e Aubenades de la photographie, Aubenas, France
- 2005 : Les Îles grecques, Centre culturel Salvador-Allende, Saint-Malo, France
- 2008 : Les Îles grecques, Festival Les Photographiques, Le Mans, France
- 2009 : Only in America, Visa pour l'image, Festival international du photojournalisme, Perpignan, France
- 2010 : Only in America, Pavillon de Vendôme, Aix-en-Provence, France
- 2013 : Only in America, médiathèque Valery-Larbaud, Vichy
- 2014 : Only in Paris, Festival photo Atout Sud, « Vivre sa ville », Rezé, France
- 2017 : Only in America, Festival Littérature et Art, Bilbao, Espagne
- 2024 : Les Arbres Improbables, Espace Philippe Artidor, Duras, France

### Expositions collectives
- 1980 : La Transparence, Galerie Viviane Esders, Paris ;
- 1981 : Photoscopie 81, Fondation nationale des arts graphiques et plastiques ;
- 1981 : Agence Viva, Ambassade de France, Tunis ;
- 1982 : Six Photographes dans la maison, Centre Georges-Pompidou, Paris ;
- 1982 : Le Bougé, Festival d'Édimbourg, Écosse ;
- 1983 : Photographie et cinéma 1822-1983, Festival de Caen ;
- 1984 : Regards sur l'art, Centre national de la photographie, Paris ;
- 1987 : Hommage à Ferrari, Fondation Cartier pour l'art contemporain, Paris ;
- 1987 : Un théâtre, six photographes, Comédie de Caen.
- 2021 : Couper le son et arrêter le mouvement, une exposition de la Médiathèque de l'architecture et du patrimoine, avec des photographies de John Batho, Marcel Bovis, François Kollar, Jacques-Henri Lartigue, François Le Diascorn, Dolorès Marat, Émile Muller, Jean Pottier, Bruno Réquillart, Willy Ronis, Frères Séeberger, Le Quadrilatère, Centre d'art de Beauvais, dans le cadre des 18e Photaumnales

## Livres

### Livres personnels
- Only in America, textes de François Le Diascorn et Nancy J. Guri Duncan, Éditions Créaphis, 2010  (ISBN 978-2-35428-042-0)
- Only in Paris, textes de Francine Deroudille, Éditions Créaphis, 2014  (ISBN 978-2-35428-092-5)

### Livres collectifs
- Photoscopies 81, Michel Delluc, Jérôme Ducrot, François Le Diascorn, Guy Le Querrec, Jeanloup Sieff, Martine Voyeux, imp. Union, 1981.
- Les Quatre Saisons de la vigne dans le Luberon, texte Florence Kennel, avec Antoine de Givenchy (photographie), Willy Ronis (photographie), François Le Diascorn (photographie) et Laurent Van der Stockt (photographie), éditions Hoebeke, Paris, 2000   (ISBN 978-2-84230-095-1)

## Récompenses et distinctions
- 1976 : Bourse 3M de l’Aventure.
- 1977 : Grand Prix Suisse de la photographie.
- 1979 : Bourse de la Fondation Nationale de la Photographie, Lyon.
- 1982 : Bourse de Recherches et de Création du Ministère de la Culture pour un voyage d’un an aux U.S.A.
- 1986 : Bourse de la Fondation Angénieux pour Les Animaux Magiques
- 1988 : Prix Air France / Ville de Paris pour un reportage en Inde.
- 1989 : Bourse Léonard de Vinci du Ministère des Affaires Etrangères pour poursuivre au Japon un projet sur Les bêtes de la mer.
- 1995 : Prix du World Press Photo pour son projet sur la galerie de zoologie du Muséum national d'histoire naturelle.